# Квара Юнайтед
«Квара Юнайтед» — нигерийский футбольный клуб, базирующийся в Илорине. Он играет в Национальной профессиональной футбольной лиге Нигерии. Домашним стадионом команды является «Квара Стейт», но клуб играл некоторые матчи сезона 2010/11 в Оффе и Абеокуте, поскольку стадион проходил реконструкцию. Исполняющим обязанности председателя клуба был Алхаджи Закари Мохаммед, начальник специального помощника по спорту Квары.

## История
Клуб был основан под названием «Квара Уотер Корпорейшн» в 1974 году. Это изначально был клуб штатных сотрудников Корпорации по водным ресурсам. Показывая хорошие результаты и привлекая молодые таланты, клуб постепенно развивался, и в 1979 году команда была заявлена во втором дивизионе Национальной лиги наряду с «Фёрст Банк». В том же году клуб добрался до финала Кубка футбольной ассоциации (или Кубка Вызова), где проиграл бенинскому «Бендел Иншурэнс» со счётом 2:1. В 1985 году в связи с изменением названия материнской корпорации на Подсобный совет Квары клуб сменил своё название на «Квара Утилити Бомберс оф Илорин». В конце сезона клуб был понижен в классе до Третьего дивизиона. После отказа материнской корпорации от финансирования команды в 1990 году клуб сменил своё название на «Квара Бомберс оф Илорин». Из-за начавшихся финансовых трудностей в 1996 году команда вылета в Третий дивизион. Новые владельцы во главе с полковником Пером Асумом Огаром приобрели клуб в марте 1997 года и заявили его во Второй дивизион. Огар переименовал клуб в «Квара Юнайтед оф Илорин».
Клуб занял третье место в Супер плей-офф четырёх 2006 после «Оушен Бойс» и «Насарава Юнайтед» и получил право на участие в Кубке Конфедерации КАФ 2007 года. Тренерский штаб в сезоне 2006/07 пополнился шведами Роджером Пальмгреном и Йоханом Эрикссоном (сыном бывшего тренера Англии и Мексики, Свеном-Ёраном Эрикссоном). В связи с кончиной главного тренера Кафару Алаби 8 января 2008 года командой некоторое время управляли бывшие футболисты «Квара Юнайтед»: Тойин Айинла, Тунде Санни и Алию Музамбилу (тренер вратарей). Клуб вылетел из Премьер-лиги в последний день сезона 2007/08 из-за худшей разницы мячей. Команда вернулась в элиту в следующем году, выиграв Второй дивизион.
Команда подписала контракт с инвестиционным консультантом «Goldenwing33 Nigeria Limited» во главе с Олайиде Фашикуном, бывшим нигерийским футболистом и бывшим заместителем главного редактора по спорту газеты «Thisday». Инвестиционный консультант организовал двухлетнюю программу приватизации и участия частного сектора в финансировании клуба. Болельщики клуба имеют одну из худших репутаций в Нигерии, о чём свидетельствует случай избиения судей после безголевой ничьи в 2008 году. «Квара» отыграла часть сезона 2010/11 в Оффе и Абеокуте, пока их собственный стадион был закрыт на ремонт. После вылета в 2013 году клуб снова добился повышения в классе в следующем году. Последняя игра клуба с «Ранчерс Бис» в Кадуне была прервана за 28 минут до конца основного времени при счёте 2:2. Команды снова сыграли на нейтральном поле, и «Кваре» нужна была победа и три очка, чтобы обойти «Ранчерс» и получить повышение. Повторная игра снова была прервана, когда игроки «Бис» напали на судью, а персонал команды выбежал на поле. Лига постановила, что «Бис» виновна в срыве матча, оштрафовала клуб и присудила победу «Квара Юнайтед», тем самым обеспечив повышение.
В 2019 году «Квара Юнайтед» вернулась в высший дивизион, купив место «Дельта Форс» после вылета из высшей лиги. Клуб добился значительных успехов в период с 2019 по 2023 год, когда квалифицировался на Кубок Конфедерации КАФ в 2022 году.
Клуб содержит кварскую футбольную академию в Илорине.

## Бывшие названия
- 1974—1985: «Квара Уотер Корпорейшн»
- 1985—1990: «Квара Утилити Бомберс оф Илорин»
- 1990—1997: «Квара Бомберс оф Илорин»
- 1997—н. в.: «Квара Юнайтед оф Илорин»